# Liverpool (album)
Liverpool è il secondo e ultimo album del gruppo britannico Frankie Goes to Hollywood.
Il titolo rappresenta una dedica alla loro città, è presente infatti una foto di Anton Corbijn scattata il 3 settembre 1986 nelle varie confezioni, LP, CD o MC.
A differenza dell'album precedente i brani contengono più atmosfera, ricerca di sperimentazioni ed un suono celato dovuto al produttore, Lipson, che si può anche ritrovare nell'album Street Fighting Years dei Simple Minds che il duo Lipson-Horn produrranno nel 1989.
Saranno estratti tre singoli, Rage hard, Warriors of the Wasteland e Watching the Wildlife. La versione su vinile  presentava nel rivestimento cartaceo del disco una frase per ogni brano e la durata di essi.
Tutti i brani sono stati scritti da Gill-Johnson-Nash-O'Toole.

## Tracce
| - Lato A 1. Warriors of the Wasteland - 4:53 2. Rage Hard - 5:01 3. Kill the Pain - 6:38 4. Maximun Joy - 5:54 - Lato B 1. Watching the Wildlife - 4:05 2. Lunar Bay - 5:45 3. For heaven's Sake - 4:37 4. Is anybody out there? - 7:36 | 1. Warriors of the Wasteland - 4:53 2. Rage Hard - 5:01 3. Kill the Pain - 6:38 4. Maximun Joy - 5:54 5. Watching the Wildlife - 4:05 6. Lunar Bay - 5:45 7. For heaven's Sake - 4:37 8. Is anybody out there? - 7:36 - bonus tracks: 1. (Don't Lose What's Left) of Your Little Mind 2. Suffragette City |

- sulla confezione del disco in vinile, accanto al titolo di ogni canzone è accennata una frase:
  - Lato A:

1. Warriors of the Wasteland: "It seems to be that the powers that be, Keep themselves in splendour and security"
2. Rage Hard: "Though blue eyes of children They shine without fear, Hope is the future, with oceans of cheer"
3. Kill the Pain: "Breaks the chains we can rise up again ,Once we've rearranged the nature of the game, of the game"
4. Maximun Joy: "Feeling the wonder, of sun, rain and thunder, Unravelling life's mysteries, living to make history"

- - Lato B:

1. Watching the Wildlife: "Living cuts you like a knife, Living here watching the Wildlife"
2. Lunar Bay: "I won't change for anyone ,I'm just for you"
3. For heaven's Sake: "Just give us some money, Our life could be sunny too"
4. Is anybody out there?: "Feel good about yourself, I'll drink to your health Have all that you desire"

## Formazione
- Holly Johnson: voce
- Paul Rutherford: voce, cori
- Brian Nash: chitarra
- Mark O'Toole: basso, cori
- Peter Gill: batteria

Altri musicisti
- Stephen Lipson: tastiera, chitarra
- Peter-John Vettese: tastiera
- Andy Duncan: percussioni
- Andy Richards: tastiera
- Luis Jardim: percussioni
- Betsy Cooke: cori

## Tracce
| - Liverpool featuring: 1. Warriors of the Wasteland - 4:53 2. Rage Hard - 5:01 3. Kill the Pain - 6:38 4. Maximun Joy - 5:54 5. Watching the Wildlife - 4:05 6. Lunar Bay - 5:45 7. For heaven's Sake - 4:37 8. Is anybody out there? - 7:36 - The Other Side of Liverpool featuring: 1. The Waves 2. "Pamela" ** 3. Suffragette City 4. Roadhouse Blues 5. (I Cant Get No) Satisfaction [Monitor Mix/Sarm Sessions/May 1986/Voiceless] ** 6. (Don't Lose What's Left) of Your Little Mind 7. Rage Hard [Voiceless] ** | - The Liverpool Journey featuring: 1. Rage Hard [Montreux Mix] ** 2. Warriors of the Wasteland [Montreux Mix] ** 3. Warriors Cassetted * featuring highlights from both the 7" and 12" single, Warriors of The Wasteland, The Twelve Wild Disciples Mix and a Phenomenon of Megabytes 4. Wildlife Cassetted * featuring Orchestral Wildlife, Watching The Wildlife [Hotter], The Waves, Bit 1, Bit 2 and The Frankie Condom Mix [For A Wilder Time] 5. Our Silver Turns To Gold [Monitor Mix/Ibiza Sessions/May 1985] ** 6. Delirious [Monitor Mix/Ibiza Sessions/October 1985] ** 7. Stan ** 8. For Heaven's Sake [Monitor Mix/Wisseloord Sessions/March 1986] ** - sul retro dell'edizione deluxe viene specificato, (**): previously unreleased; (*): previously unreleased on CD |